# Немержанский сельсовет
Немержанский сельсовет — административная единица на территории Дрогичинского района Брестской области Белоруссии. Административный центр — деревня Немержа.

## История
Образован в 1940 г.

## Состав
В состав сельсовета входят 1 агрогородок и 11 деревень:
- Алексеевичи — деревня
- Беленок — деревня
- Всходы — деревня
- Вулька — агрогородок
- Лесники — деревня
- Лосинцы — деревня
- Немержа — деревня
- Осовляны — деревня
- Переспа — деревня
- Симоновичи — деревня
- Скрипели — деревня
- Тыневичи — деревня